# NGC 6025
NGC 6025 (noto anche come C 95) è un ammasso aperto posto nella costellazione australe del Triangolo Australe, ma al confine con quella del Regolo.

## Osservazione

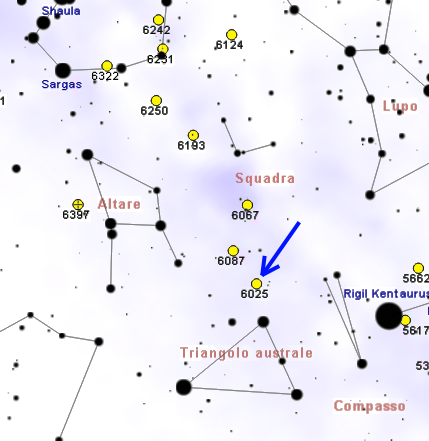
Mappa per individuare NGC 6025.

Si tratta di un ammasso piuttosto brillante, al limite della visibilità ad occhio nudo: può essere individuato infatti senza strumenti in una notte particolarmente nitida, dove si mostra come una minuscola stella sfuocata; la sua posizione si individua con facilità, circa 10° ad est della brillante stella α Centauri, a nord elle stelle del Triangolo Australe. Un binocolo 10x50 è già sufficiente per risolverlo in diverse stelle nelle notti più buie; è composto da due stelle di magnitudine 7 e da una quindicina di stelle di nona, disposte lungo un asse NW-SE, che gli conferisce un aspetto particolarmente allungato. Attraverso un piccolo telescopio è pienamente risolto anche a bassi ingrandimenti.
La sua declinazione è fortemente australe e fa sì che quest'ammasso non sia osservabile da molte delle regioni abitate dell'emisfero boreale, come l'Europa e quasi tutto il Nordamerica; da alcune regioni abitate dell'emisfero australe, al contrario, si presenza circumpolare. Il periodo migliore per la sua osservazione nel cielo serale è quello compreso fra maggio e novembre.

## Storia delle osservazioni
L'ammasso fu individuato dall'abate Nicolas Louis de Lacaille, che lo descrisse come un gruppo di tre stelline molto minute circondate da nebulosità e lo inserì nel suo catalogo edito nel 1755, in cui raccoglieva gli esiti delle sue osservazioni del cielo australe condotte a Città del Capo; James Dunlop riosservò quest'oggetto più volte, riuscendo a risolverlo completamente in stelle senza lasciare traccia di alcuna nebulosità.

## Caratteristiche
L'ammasso non sembra contenere alcuna condensazione centrale, mentre la sua forma appare notevolmente allungata in senso nord-sud; le stelle membri sarebbero circa 140, comprese tutte in un diametro di circa 15', che alla distanza di 756 parsec (2460 anni luce) equivalgono a 11 anni luce circa. Le componenti più brillanti sono di magnitudine 7 e sono ben visibili anche con un binocolo. L'età dell'ammasso è stimata sui 90 milioni di anni, ossia un'età non troppo diversa da quella delle Pleiadi.
La stella più luminosa dell'ammasso è catalogata con la sigla HD 143448 ed è una stella azzurra di sequenza principale con classe spettrale B1Ve; è stato ipotizzato che possa trattarsi di una stella vagabonda blu, risultato della fusione fra due stelle. Sono state osservate inoltre altre tre stelle con caratteristiche peculiari, oltre che alcune binarie spettroscopiche.

### Libri
- (EN) Stephen James O'Meara, Deep Sky Companions: The Caldwell Objects, Cambridge University Press, 2003, ISBN 0-521-55332-6.

### Carte celesti
- Tirion, Rappaport, Lovi, Uranometria 2000.0 - Volume II - The Southern Hemisphere to +6°, Richmond, Virginia, USA, Willmann-Bell, inc., 1987, ISBN 0-943396-15-8.
- Tirion, Sinnott, Sky Atlas 2000.0 - Second Edition, Cambridge, USA, Cambridge University Press, 1998, ISBN 0-933346-90-5.
- Tirion, The Cambridge Star Atlas 2000.0, 3ª ed., Cambridge, USA, Cambridge University Press, 2001, ISBN 0-521-80084-6.